# Denis Troch
Pour les articles homonymes, voir Troch.
Denis Troch est un joueur puis entraîneur français de football né le 24 octobre 1959 au Blanc-Mesnil.

## Biographie

### Joueur
Denis Troch commence sa carrière de joueur professionnel au Red Star Football Club (Division 2) en tant que gardien de but à 17 ans. Il passe ses premiers diplômes d'entraîneur à 18 ans. Après une saison, Troch signe au Paris Saint-Germain en tant que doublure du gardien international Dominique Baratelli. Il est alors sous contrat stagiaire. En 1980 il est international militaire avec Yvon Le Roux, François Brisson et Francis Gillot. Passé par le Paris FC puis le Racing Club de Paris (sous contrat professionnel de 1982 à 1984), Denis Troch arrête sa carrière de joueur professionnel à la suite d'une blessure au poignet.

### Entraîneur
Au Matra Racing, Jean-Luc Lagardère lui propose un poste d'entraîneur adjoint dans le but de valider ses diplômes d'entraîneur. Quatre années plus tard, Denis Troch devient le premier assistant d'Artur Jorge qu'il retrouvera trois ans plus tard au Paris Saint Germain après un bref mais réussi passage à Charleville-Mézières pour un premier poste d'entraîneur principal. Titulaire du BEES 2e degré spécifique football et du DEPF (Diplôme d'entraineur professionnel de Football), Troch conduit le Paris Saint-Germain, en association avec Artur Jorge, au titre de Champion de France 94, à la victoire en Coupe de France 93 et aux demi-finales de la coupe UEFA en 93.
Le 27 décembre 1994, sur le marché depuis deux mois, il rejoint pour deux saisons et demie le Stade lavallois, où il remplace Bernard Maligorne, avec pour objectif de maintenir les Tango en D2. L'objectif est atteint en fin de saison. Sa deuxième saison à Laval est d'excellente facture : le club échoue de peu aux portes de la première division, terminant quatrième. Denis Troch est élu meilleur entraîneur de D2 pour l'année 1995 par France Football. En 1996, il est courtisé par le SM Caen, club de D1, mais reste à Laval.

Il entraîne ensuite Le Havre en première division. En octobre 1998 il quitte ses fonctions d'entraîneur pour retrouver Artur Jorge comme entraîneur adjoint du Paris SG, pendant six mois. Ils sont limogés en mars 1999 par Laurent Perpère.

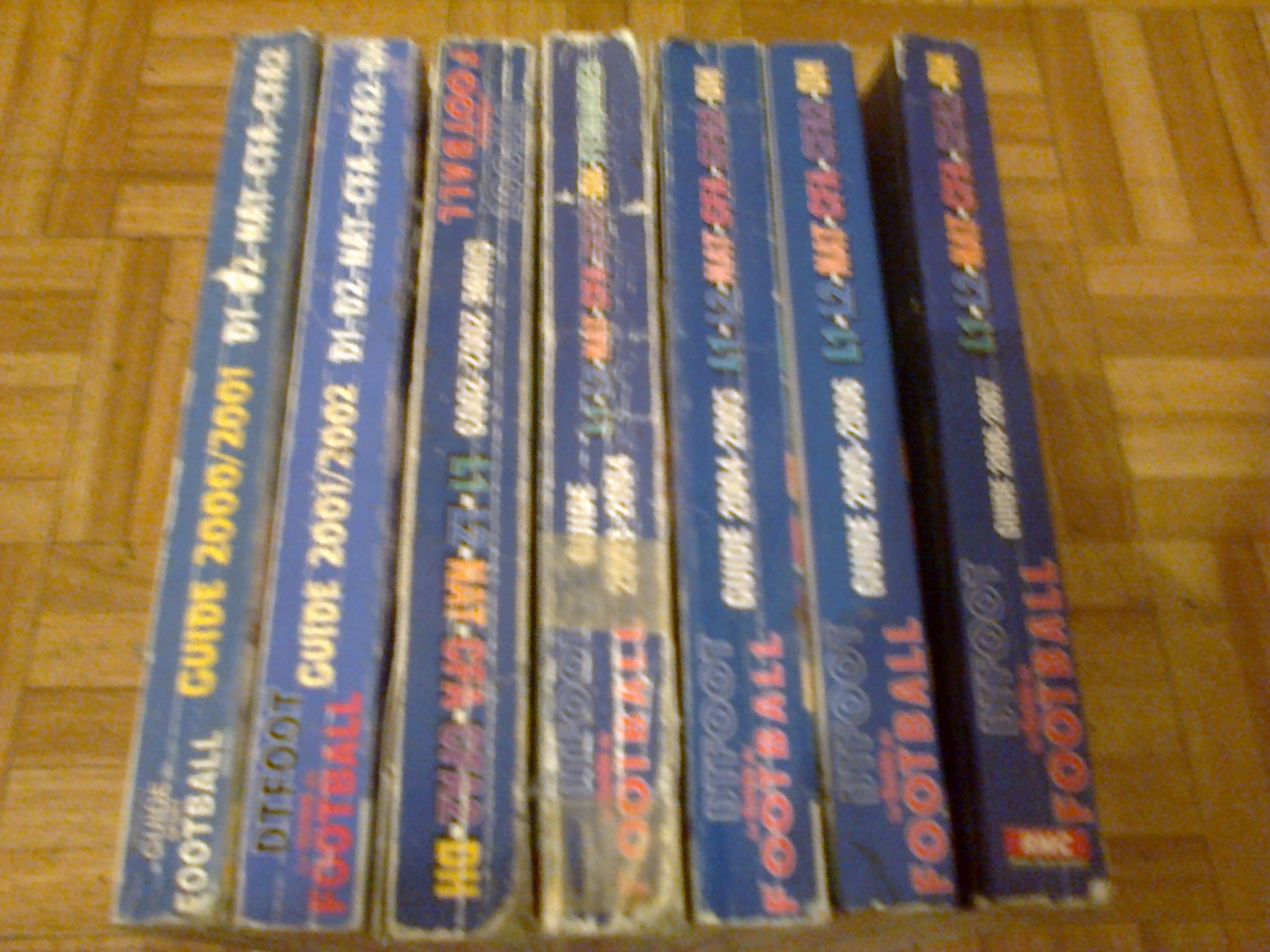
Denis Troch est le coauteur des DTFOOT, ouvrages publiés de 2000-2001 à 2006-2007 et référençant les footballeurs évoluant dans les six divisions les plus élevées de France.

À l'été 1999, il participe au stage de l'UNFP destiné aux joueurs et entraîneurs sans contrat. En 1999 il fait partie de la première promotion du DU Manager général de club professionnel du CDES de Limoges. Il en est diplômé en 2001 et y reviendra comme formateur dans les années 2010.
En 2000 il est nommé entraîneur d'Amiens. Dès sa première saison il atteint la finale de la Coupe de France et fait remonter le club en D2. En 2001 il est de nouveau élu meilleur entraîneur de D2 par France Football. Il assure au club amiénois un maintien confortable en Ligue 2 pendant trois saisons successives.
En 2004 il fait son retour au Stade lavallois. Le club est relégué en National en 2006 et échoue au pied du podium en 2007. Troch prend la direction de l'ESTAC qui vient d'être reléguée de Ligue 1 et qu'il ne parvient pas à faire remonter. Licencié par Thierry Gomez, il signe en National dans un autre club relégué : les Chamois niortais. Après une fin de saison sous pression, Niort descend en CFA en 2009 et perd son statut professionnel.

### Préparateur mental
En 2009, il encadre le stage estival de l'UNFP, puis se lance dans une carrière de préparateur mental pour sportifs professionnels. Il entraîne notamment Freddy Bichot qu'il connaît depuis longtemps et dont il est l'entraîneur depuis la saison 2007. Il est aussi entraîneur mental pour l'équipe la Française des Jeux et Bbox Bouygues Telecom.
En 2010, Denis Troch crée l'entreprise H-Cort Performance dont il est directeur général et qui est spécialisée dans l'entraînement, le management et la préparation mentale.
À partir de 2013 il intervient à Clairefontaine dans la formation des entraîneurs.
En mars 2021, il se voit décerner le BEPF, par équivalence.
En 2022, il lance un application mobile appelée Parcours Parenthèse dans le but d'allier la réflexion et la marche pour le bien-être mental des usagers.
Denis Troch est le beau-père de Julien Outrebon, footballeur qu'il a dirigé à Amiens.

## Carrière

### Comme joueur
- 1973-1978 :  Red Star
- 1978-1981 :  Paris SG
- 1981-1982 :  Paris FC
- 1982-1985 :  RC Paris

### Comme entraîneur
- 1985-1989 :  Matra Racing (adjoint)
- 1989-1991 :  Charleville-Mézières
- 1991-1994 :  Paris SG (adjoint)
- 1994-1997 :  Stade lavallois MFC
- 1997-1998 :  Le Havre AC
- 1998-1999 :  Paris SG (adjoint)
- 2000-2004 :  Amiens SC
- 2004-2007 :  Stade lavallois MFC
- 2007-2008 :  ES Troyes AC
- 2008-2009 :  Chamois niortais

## Palmarès

### Comme entraîneur
- Vainqueur de la Coupe de France en 1993 avec le PSG
- Champion de France en 1994 avec le PSG
- Finaliste de la Coupe de France en 2001 avec Amiens
- Élu meilleur entraîneur de Division 2 en 1995 avec Laval et en 2001 avec Amiens

## Ouvrages
- Odile et Denis Troch, DT Foot, DT Sport International, 738 pages, 2000 à 2006 (Tous les joueurs - saisons 2000/2001 à 2006/2007 en France) (après 2 éditions pour les saisons 1998/1999 et 1999/2000 sans son propre nom)
- Nicolas Dugay et Denis Troch, Boostez votre équipe avec les métaphores du sport, Éditions du Désir, 87 pages, 25 février 2011, (ISBN 2361270048)
- Denis Troch, Devenez champion de votre monde, Éditions Solar, 176 pages, 11 juin 2020, (ISBN 2263170154)